# البقرة الباكية
البقرة الباكية هي نقوش صخرية تقع على بعد حوالي 25 كم من واحة جانت في جنوب شرق الجزائر، على الحدود الشرقية لعرق آدمر باتجاه طاسيلي ناجر في منطقة تيغرغارت، التي يرجع تاريخها إلى أكثر من 7000 عام.

والتي تعد النقوش الصخرية تحفة فنية من العصر الحجري الحديث، نُفِّذت النقوش بالنحت البارز، وهي ذات صنعة وتناغم غير عاديين، مصنوعة من أخاديد عميقة منحوتة في الصخر، تميل النقوش نحو منخفض صغير أسفل الصخرة، وتمثل قطيعًا صغيرًا من البقريات، ويبدو أن الأبقار تنتظر وصول الماء لتشرب منه، لقد أدت الدموع التي أطلقتها إحدى هذه الأبقار إلى ظهور العديد من التفسيرات والأساطير.

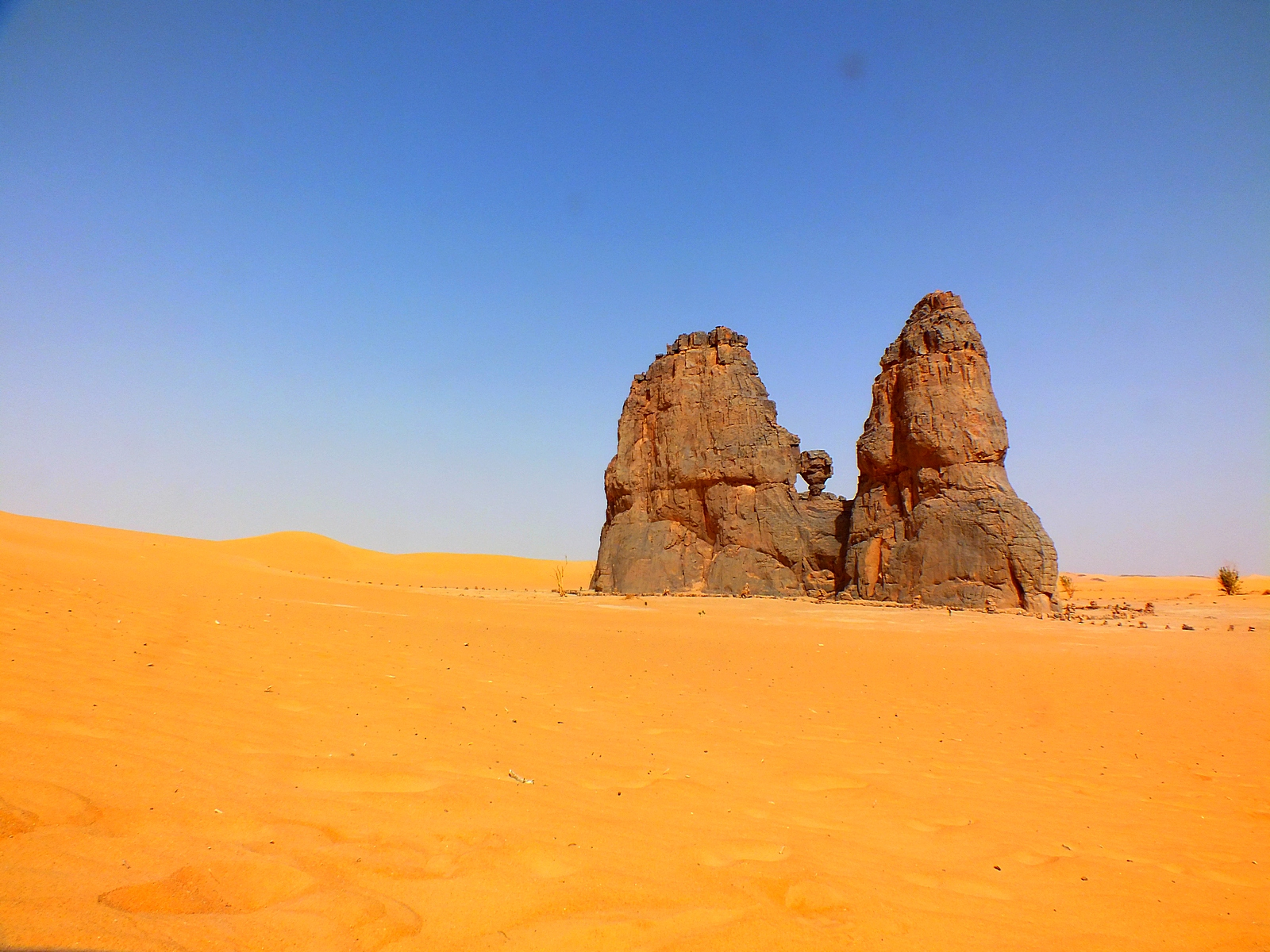
مونوليث يحتوي على النقوش الصخرية
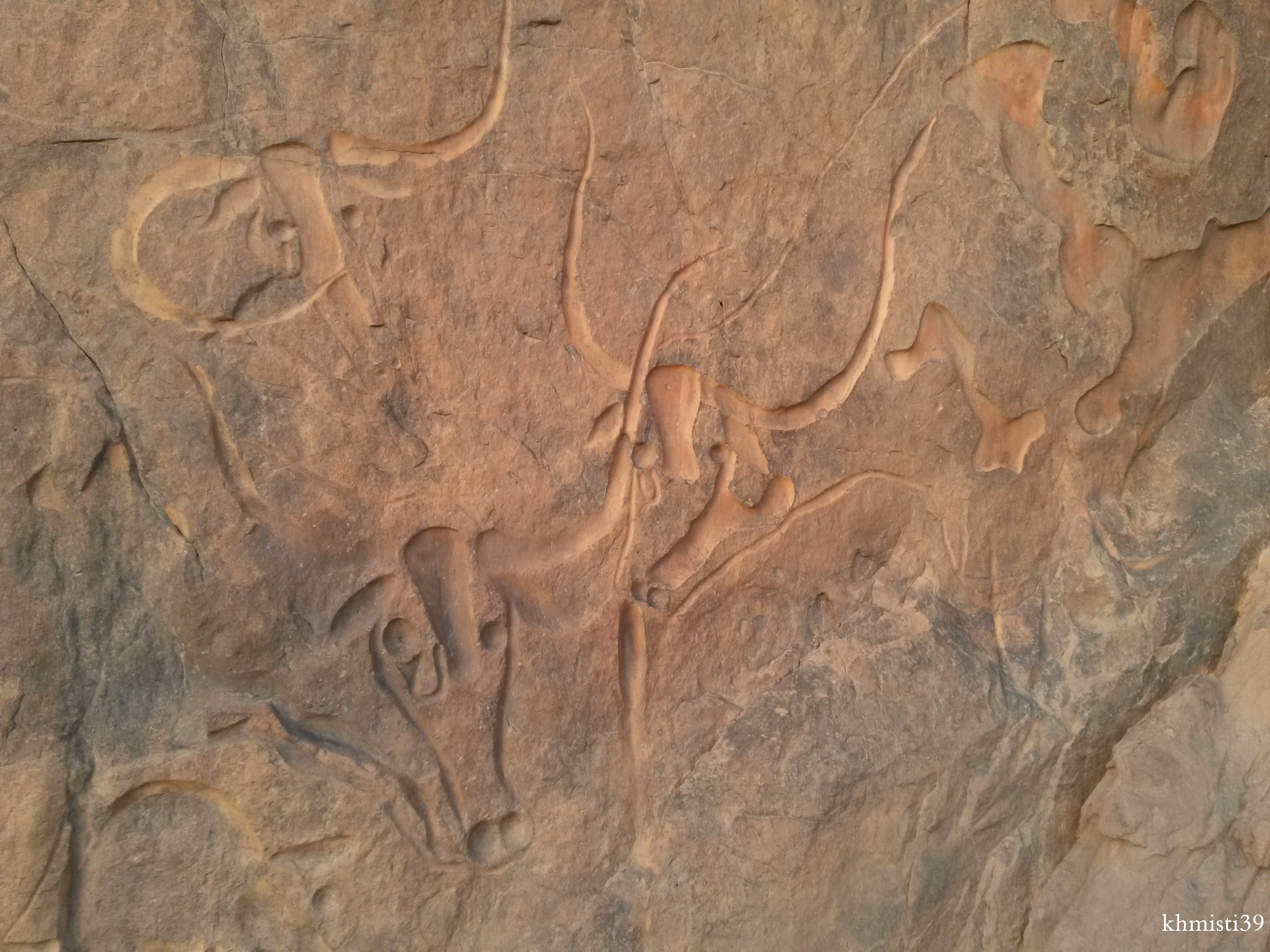
نقوش صخرية للبقرة الباكية
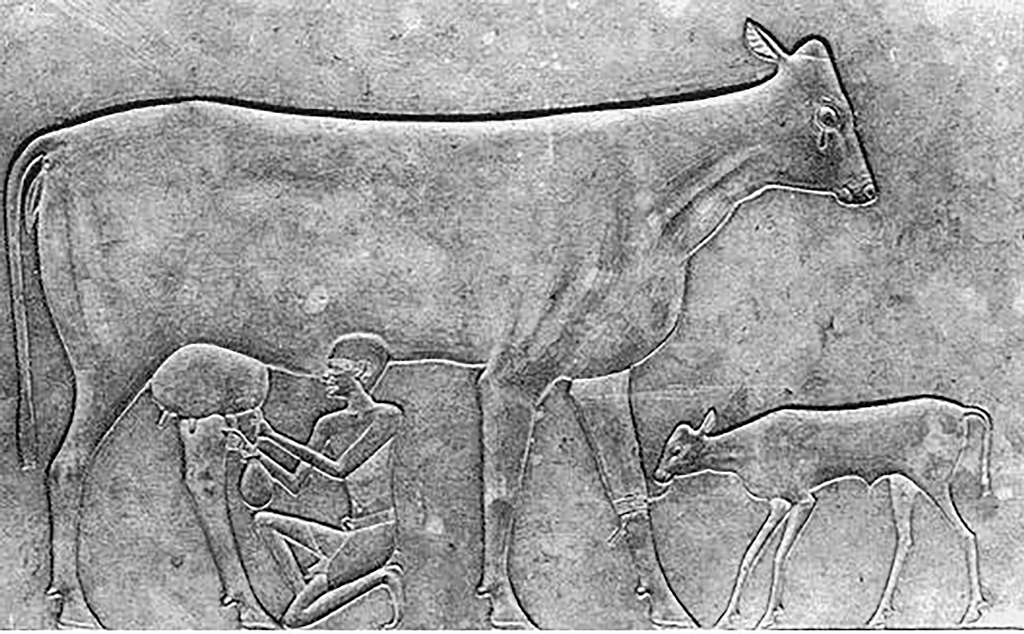
تابوت الملكة كاويت يظهر دمعة تسقط من عين البقرة

يظهر نقش بارز في تابوت الملكة كاويت، زوجة الفرعون منتوحوتب الثاني من الأسرة الحادية عشرة، دمعة تسقط من عين بقرة أثناء حلبها.